# Nuestra Señora de las Gracias de Torcoroma
Nuestra Señora de las Gracias de Torcoroma, referida comúnmente como Virgen de Torcoroma o Virgen Morena de Ocaña, es una advocación de la Virgen María. Su denominación procede del monte Torcoroma, donde apareció, el cual está ubicado en el perímetro de la ciudad colombiana de Ocaña, en el departamento de Norte de Santander.

## Historia
La montaña de Torcoroma o monte de Torcoroma era por entonces una zona agraria y de gente sencilla. En las laderas de la majestuosa obra natural, la familia de los Melo Rodríguez tenían su parcela. Don Cristóbal Melo y doña Pascuala Rodríguez donde gozaban de la compañía de sus dos hijos, Felipe y José. Según atestiguan sus contemporáneos, los Melo Rodríguez eran personas de reputadas buenas costumbres y de vida impregnada de fe cristiana.
La mañana del 15 de agosto de 1711, don Cristóbal Melo envió a sus hijos Felipe y José a talar un árbol que tuviese buena madera para hacer una "canoa" con que fabricaba sus dulces.
Los jóvenes Melo Rodríguez se internaron en la montaña de Torcoroma y a medida que aumentaba la espesura, seleccionaban las posibles talas, hasta que encontraron un ejemplar destacado: a pesar de que era verano, exhibía hermosas flores encarnadas cuyo perfume se percibía de lejos.
Entusiasmados, procedieron a talar ese árbol. Dada la complicada ubicación del mismo, al cortar su base se produjo un derrumbamiento y la parte principal cayó por un barranco. Estaba atardeciendo y los muchachos resolvieron regresar a su casa y comentar el suceso a su padre. Al día siguiente el 16 de agosto los jóvenes Melo Rodríguez con su padre don Cristóbal, continuaron buscando un árbol apropiado para el fin que requerían satisfacer, pero no dando con ninguno que les sirviera, determinaron utilizar el ya talado y se dirigieron al lugar donde había quedado caído.
Encontraron el árbol con ese frajante aroma como si todavía estuviera en tierra y comenzaron a tallar allí mismo la "canoa" y poco a poco de dar los primeros hachazos, salió una luz y era la "imagen de María Santísima la virgen de la Concepción", de medio relieve, juntas y puestas las manos sobre el pecho, con acción del rostro como dirigido al cielo, con su corona imperial, parada sobre su media luna, todo del color del mismo árbol, la cual vista y reparada por el buen Cristóbal Melo, metiendo las manos al hijo que a la sazón era el que cortaba con la hacha, le detuvo el golpe, y postrados padre e hijos, veneraron aquella imagen, de la que se dice despedía de sí no sólo una gran luz, sino el aromático olor de todo el árbol como cuando lo cortaron..." Así fue según las palabras consignadas en el citado documento del Padre Joaquín Gómez Farelo (fallecido el 3 de diciembre de 1812), autor de la Reseña histórica de la aparición de Nuestra de Señora de la Concepción en el monte Torcoroma en Ocaña. El manuscrito original del documento data de 1788.
La noticia se esparció muy rápido por toda la región y los primeros milagros comenzaron a suceder. Y el vicario autorizó la veneración privada. Hacia 1716 monseñor Fray Antonio de Monroy Meneses llegó hasta Ocaña e investigó por sí mismo los prodigiosos sucesos que se relataban, tras lo cual nombró a Pascuala Rodríguez - madre de los muchachos y esposa de Melo - como Camarera de alhajas y su ropa de altar. Y dio permiso para que allí mismo se levantase una capilla en su honor. Posteriormente dio orden para que la bendita imagen fuese trasladada a la iglesia principal de Ocaña con todo honor y pompa del caso".

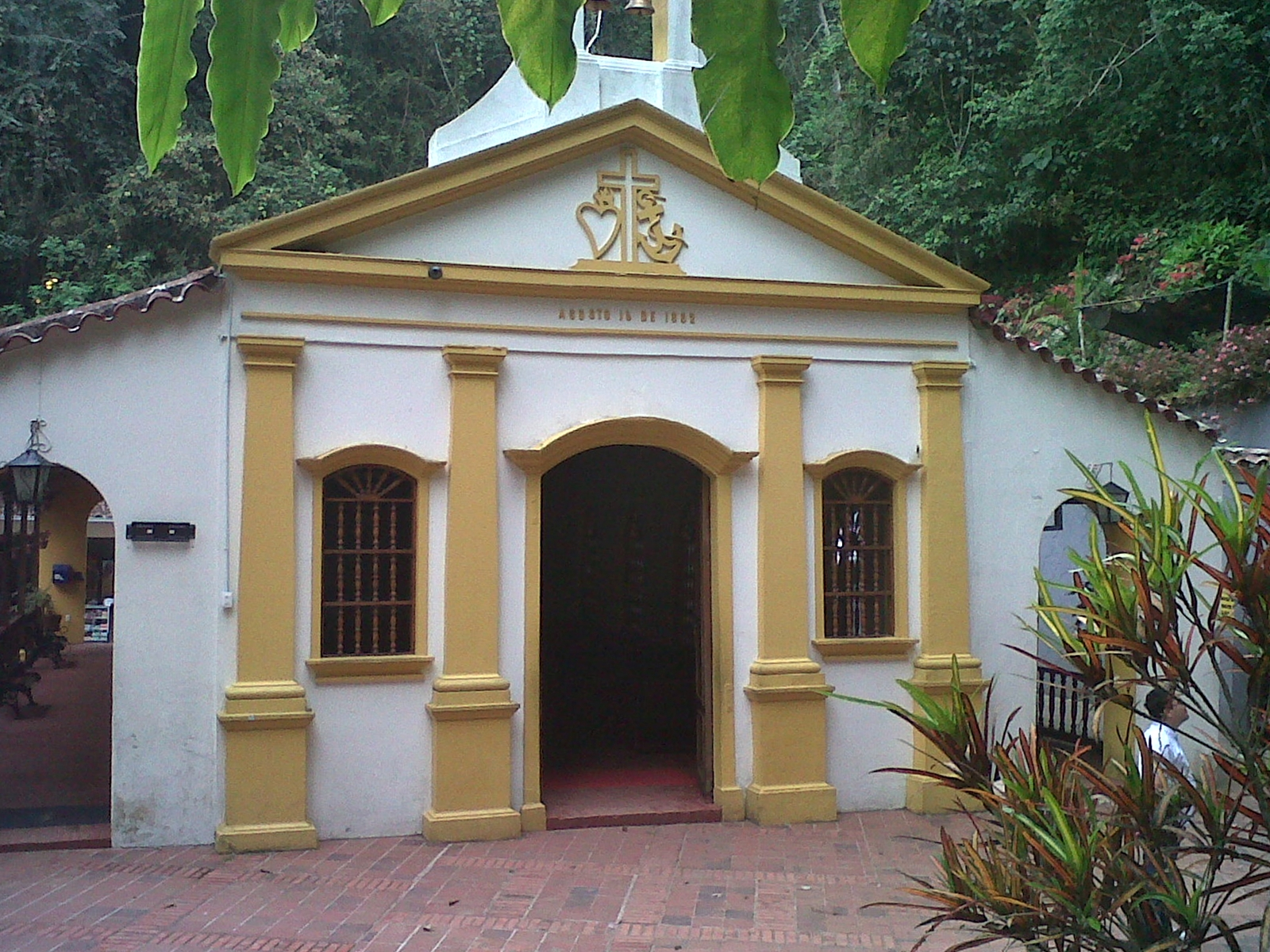
Entrada a la capilla en el Lugar de la Aparición

Al tiempo que esto ocurría, en la montaña de Torcoroma surgía lo que podría llamarse un "pequeño Lourdes": un manantial de aguas límpidas se volvía un bálsamo milagroso para curar toda dolencia de cuerpo o de alma.
Hoy en día esta imagen reposa en una capilla en el centro del Municipio de Ocaña donde miles de feligreses van a pedirles favores y que los ayude en sus obras cotidianas.
El gobierno nacional de la República de Colombia rindió especial homenaje a la virgen de Torcoroma. Siendo presidente de la República el doctor Misael Pastrana Borrero, y ministro de Educación el doctor Juan Jacobo Muñoz, con fecha 21 de agosto de 1972, fue expedido el decreto N.º 1425 por el cual se declaró Monumento Nacional el Santuario de Nuestra Señora de las Gracias de Torcoroma, llamado Agua de la Virgen, dándole singular importancia al sitio donde se verificó el prodigioso árbol el 16 de agosto de 1711.

## Fechas importantes
16 de agosto de 1711: Hallazgo de la imagen en la astilla de un árbol, en terrenos de Cristóbal Melo comprados a Juan Martín Pacheco padre del Pbro. Simón Tadeo Pacheco.
15 de diciembre de 1800: Traslado desde la iglesia de Santa Ana a la capilla edificada en la calle real, donde se venera actualmente.
16 de agosto de 1882: Inauguración de la fachada de la ermita de Agua de la Virgen.

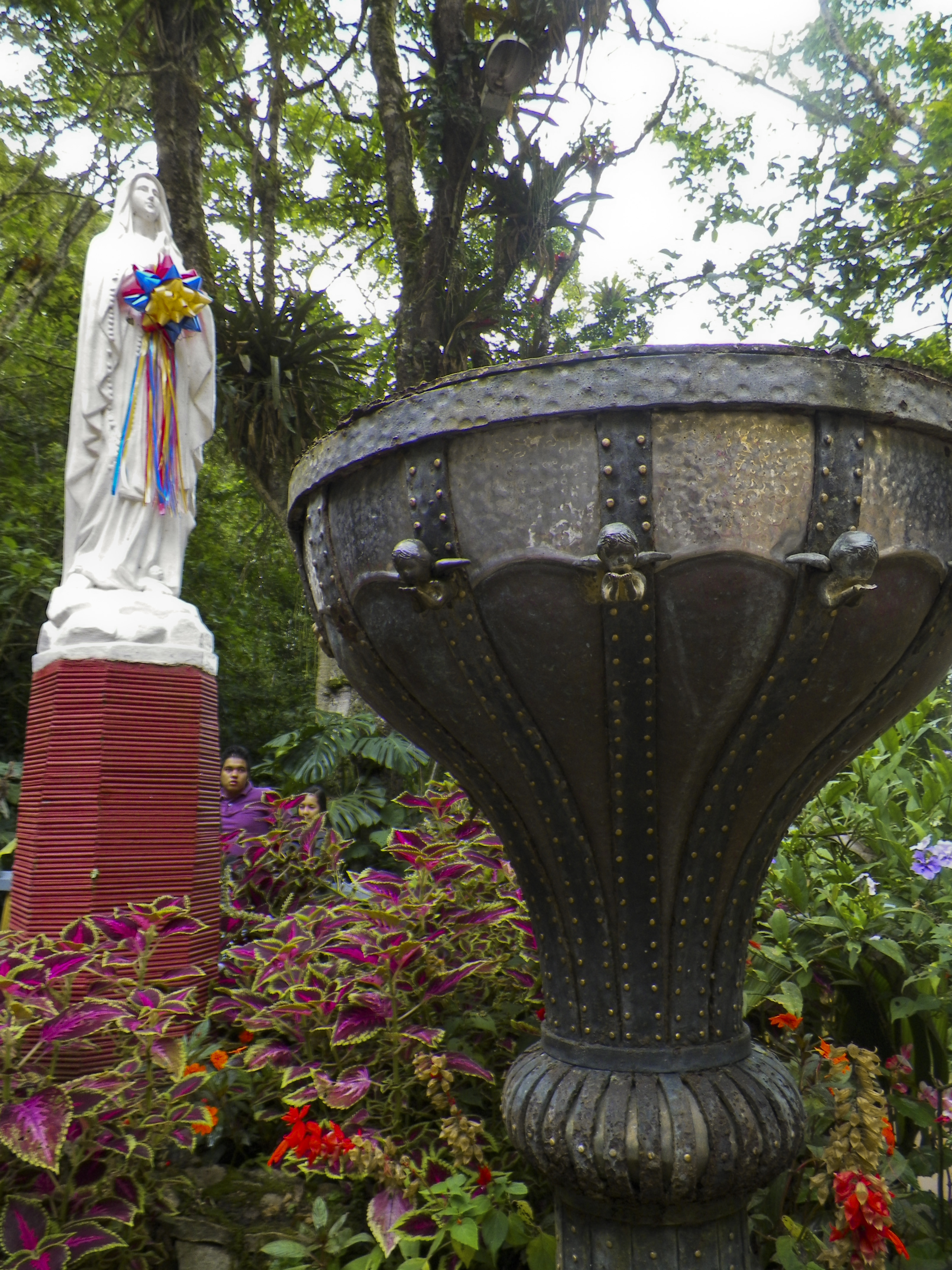
Fuente de agua bendita en el santuario.

27 de junio de 1906: Aprobación del culto torcoromano por el papa Pío X, quien concedió Misa propia e indulgencias a quienes visitaren el Santuario el 16 de agosto y el 15 de diciembre ante el ruego de Mons. fray Francisco María Simón y Rodenas, obispo de Santa Marta.
26 de octubre de 1962: Erección de la diócesis de Ocaña por la bula Quorniam Arcana de su Santidad Juan XXIII, con territorios desmembrados de la diócesis de Santa Marta y el vicariato apostólico de Barrancabermeja.
18 de noviembre de 1963: Declaración de la Virgen de Torcoroma como patrona principal de la diócesis de Ocaña, por las letras apostólicas SANCTISSIMAE VIRGINIS del papa Pablo VI, a instancia de Mons. Rafael Sarmiento Peralta, primer obispo de Ocaña.
21 de agosto de 1972: Declaratoria del Santuario del Agua de La Virgen como Monumento Nacional de Colombia, por decreto n.º 1425, del presidente de la República Misael Pastrana Borrero.
11 de marzo de 1981: Robo de la Imagen aparecida junto con el Santísimo Sacramento por el argentino Carlos Alberto Delvechio y dos sujetos que tampoco eran ocañeros. Día de conmemoración en la mañana y de júbilo en la tarde.
13 de marzo de 1981: Triunfal regreso de la imagen de la Virgen de Torcoroma desde Barranquilla donde fue rescatada junto con la Eucaristía, el estandarte y los vasos sagrados.
30 de abril de 2010: El papa Benedicto XVI concede la corona pontificia de la imagen.
16 de agosto de 2010: Benedicto XVI envía una bendición anticipada por los 300 años.
9 de  febrero de 2011: Benedicto XVI regala misa propia a Nuestra Señora de las Gracias de Torcoroma.
16 de agosto de 2011: Misa en conmemoración por los 300 años en el estadio Hermides Padilla en Ocaña y coronación pontificia de la imagen.
12, 13 y 14 de junio de 2015: La imagen de Nuestra Señora de las Gracias de Torcoroma realiza un viaje por las ciudades de Santa Marta, Barranquilla y Cartagena de Indias.

POSESIONES CANÓNICAS DE LOS OBISPOS DE OCAÑA, ACOMPAÑADAS DE LA GLORIOSA IMAGEN
12 de febrero de 1963: S.E.R. Mons. Rafael Sarmiento Peralta
20 de octubre de 1972: S.E.R. Mons. Ignacio Gómez Aristizábal
6 de agosto de 1993: S.E.R. Mons. Jorge Enrique Lozano Zafra
15 de agosto de 2014: S.E.R. Mons. Gabriel Ángel Villa Vahos
22 de abril de 2021: S.E.R. Mons. Luis Gabriel Ramírez Díaz